# Râul Cubic
Râul Cubic este un curs de apă, afluent al râului Ier. 

## Hărți
- Harta județului Satu Mare